# Liberty Hall
Liberty Hall er en britisk stumfilm fra 1914 af Harold M. Shaw.

## Medvirkende
- Ben Webster som Sir Hartley Chilworth
- Edna Flugrath som Ann Chilworth
- O.B. Clarence som Todman Crafer
- Ranee Brooks som Blanche Chilworth
- Douglas Munro som Briginshaw